# دره‌گزان سفلی
دره‌گزان ،روستای دره گزان از توابع بخش مرکزی بیرجند وبخش القورات در فاصله ۳۰ کیلومتری شهرستان بیرجند دارای بیش از صدهاسال سابقه تاریخی ودارای ۵ رشته قنات ومنطقه کوهستانی وبیش از ۷۰ خانوارجمعیت دارای جاده آسفالته وآب وبرق وگاز وتلفن ومردمی مهربان ومهمان نواز وسخت کوش که با توجه به آب وهوای عالی ونزدیکی به شهرستان بیرجند درحال گسترش وپیشرفت ومحیطی تفریحی وگردشگری  می باشد.از شهدای گرانقدر این مکان می توان به شهیدین زنگوئی(شهید محمد و محمود زنگوئی)اشاره کرد.      